# George Richardson Proctor
George Richardson Proctor (* 13. Juli 1920 in Boston, Massachusetts; † 12. Oktober 2015 in New York City, New York) war ein US-amerikanischer Botaniker und Farnforscher. Er gehörte zu den führenden Experten der Flora Jamaikas und der Kaimaninseln. Sein offizielles botanisches Autorenkürzel lautet „Proctor“.

## Leben und Wirken
George Richardson Proctor begann nach dem Zweiten Weltkrieg ein Studium an der University of Pennsylvania, das er mit der Promovierung zum Ph.D. abschloss. Zur Finanzierung seines Studiums nahm er eine Assistentenstelle am Herbarium der Academy of Natural Sciences in Philadelphia an, wo er von 1946 bis 1947 arbeitete. Ein prägendes Ereignis in Proctors Karriere als Botaniker war 1948 seine Teilnahme an der Catherwood-Chaplin-Westindien-Expedition, die ihn nach Kuba, den Kaimaninseln, San Andrés und Providencia und nach Kolumbien führte. An dieser Expedition war auch der Ornithologe James Bond beteiligt, mit dem Proctor eine lange Freundschaft verband. Diese Erfahrung sowie seine frühe Beeinflussung durch William Ralph Maxon (1877–1948) von der Smithsonian Institution, der Proctors erste Artikel im American Fern Journal veröffentlichte, führten dazu, dass er seine botanischen Studien für den Rest seines Lebens in der Karibik betrieb.
1949 zog Proctor nach Jamaika, wo er bis 1951 die Farn-Flora studierte. Von 1951 bis 1980 leitete er die Abteilung für Naturkunde am Institute of Jamaica, wo er mit dem Aufbau des Herbariums betreut war. Von 1982 bis 1983 betreute er das Herbarium des Botanischen Gartens von Santo Domingo in der Dominikanischen Republik. Von 1983 bis 1998 war er Direktor des Herbariums an der Abteilung für Natur- und Umweltressourcen der puerto-ricanischen Regierung in San Juan. Zuletzt war er beratender Botaniker an der University of the West Indies in Jamaika, wo er 2004 die Ehrendoktorwürde erhielt. Bereits 1978 wurde er von der Florida International University zum Ehrendoktor ernannt.
Neben Henri Alain Liogier (1916–2009), Richard Alden Howard (1917–2003) und Charles Dennis Adams (1920–2005) zählte Proctor zu den führenden Experten der karibischen Pflanzensystematik. Er studierte die Flora auf über 50 karibischen Inseln und sammelte mehr als 55.000 Proben auf den Westindischen Inseln sowie in Mittel- und Südamerika. Weiter studierte er an europäischen Herbarien die historischen Sammlungen, die Hans Sloane und Olof Swartz auf Jamaika zusammengetragen haben. Zu Proctors Büchern zählen Flora of Barbados (1958, mit Evelyn Graham Beaujon Gooding und Arthur Raymond Loveless), Flowering Plants of Jamaica (1972, mit Charles Dennis Adams und Robert William Read), Flora of the Cayman Islands (1984, überarbeitete Neuauflage 2012), Ferns of Jamaica (1985) und Ferns of Puerto Rico and the Virgin Islands (1989). In den 1990er-Jahren erstellte er eine Abhandlung über die Monokotyledonen Puerto Ricos.
2006 war Proctor in einem Skandal verwickelt, als ihn seine Frau des Mordkomplotts gegen sie bezichtigte. Er wurde an Bord eines Flugzeugs in den Vereinigten Staaten festgenommen und im Februar 2010 zu vier Jahren Gefängnis verurteilt. Wegen der Verschlechterung seines Gesundheitszustands verbrachte er jedoch nur zwei Jahre und sieben Monate im Gefängnis. Proctor war zweimal verheiratet. Er hatte sechs Kinder sowie 20 Enkel und Urenkel.
George Richardson Proctor starb am 12. Oktober 2015 im Alter von 95 Jahren in New York City.

## Ehrungen und Dedikationsnamen
Ungefähr 28 Pflanzenarten sind nach Proctor benannt, darunter der Nationalbaum der Kaimaninseln, Coccothrinax proctorii, der 1980 von Robert William Read beschrieben wurde. 1976 wurde er für seine engagierte Arbeit in Jamaika mit der Musgrave-Goldmedaille und dem Verdienstorden ausgezeichnet.